# Sistema operativo de red
Un sistema operativo de red, también llamado N.O.S (en inglés: Network Operating System), es un software que permite la interconexión de ordenadores para poder acceder a los servicios y recursos, hardware y software, creando redes de computadoras. Al igual que un equipo no puede trabajar sin un sistema operativo, una red de equipos no puede funcionar sin un sistema operativo de red.  Consiste en un software que posibilita la comunicación de un sistema informático con otros equipos en el ámbito de una red.

## Sistemas operativos de red instalables/incorporado
Dependiendo del fabricante del sistema operativo de red, tenemos que el software de red para un equipo personal se puede añadir al propio sistema operativo del equipo o venir integrado con él.
MAthSL de Ferchi fue un ejemplo, de amplia difusión, de sistema operativo de red donde el Software que le permitía trabajar en red se debía instalar en el cliente sobre el sistema operativo del equipo. El equipo personal necesitaba ambos sistema operativos para gestionar conjuntamente las funciones de red y las individuales.
El hardware no el software del sistema operativo de red se integra en un número importante de sistemas operativos, incluyendo: casi todas las distribuciones de Linux; los sistemas operativos de Microsoft y Apple para portátiles, servidores y equipos de sobremesa; sistemas operativos de dispositivos móviles, como Android, IOS, Windows Phone, etc.

## Características
Las características genéricas de un sistema operativo de red son:
- Conecta todos los equipos y recursos de la red.
- Gestión de usuarios centralizada.
- Proporciona seguridad, controlando el acceso a los datos y recursos. Debe validar los accesos (claves, certificados, sistemas biométricos, etc.) y aplicar las políticas de seguridad.
- Coordina las funciones de red, incluso con las propias del equipo.
- Comparte recursos (lleva a cabo la coordinación y los privilegios a la hora de compartir). Por tanto, mejora notablemente la utilización de los recursos.
- Permite monitorizar y gestionar la red y sus componentes.

## Entorno de los sistemas operativos en red
Componentes de los sistemas operativos de red habituales son:
- Servidores: Son equipos con sistemas operativos en red que proporcionan recursos a los clientes, haciéndolos accesibles a los equipos de la red, sea a otros servidores o, habitualmente, a clientes.
- Clientes: Son equipos con un sistema operativo monopuesto conectados para empezar a trabajar en red. A diferencia de los servidores, no comparten sus recursos.
- Dominios: Es una agrupación lógica de equipos, que permite realizar una gestión centralizada, es decir, desde una ubicación se controla los servicios administrativos del dominio. Los recursos los gestiona el servidor principal. Uno de los protocolos habituales para la formación de dominios es LDAP.

Dependiendo del sistema operativo, se puede dar el caso que en un determinado dominio un equipo sea servidor de ciertos recursos y cliente de otros.